# En verden udenfor
En verden udenfor (originaltitel The Shawshank Redemption) er en amerikansk film fra 1994 baseret på romanen Rita Hayworth and Shawshank Redemption, skrevet af Stephen King. Filmen er skrevet og instrueret af Frank Darabont og har Tim Robbins og Morgan Freeman i hovedrollerne.
Filmen var nomineret til syv Oscars, heriblandt en Oscar for bedste film, men vandt ingen.
På filmdatabasen IMDb er filmen flere gange blevet kåret til verdens bedste film, da den længe har ligget på førstepladsen over bedst bedømte film af brugerne.

## Handling
Andy Dufresne (Tim Robbins), en respekteret bankmand tager sin egen kone på fersk gerning i utroskab, og han beslutter sig for at give dem en ubehagelig overraskelse. Imidlertid bliver de myrdet samme aften, og Dufresne er nu hovedmistænkt for mordet på dem begge. Det er umuligt at bevise hans uskyld, og han bliver dømt til dobbelt livstid i Shawshank fængslet.
Dufresne etablerer et nært venskab med en anden livstidsindsat, Ellis Boyd 'Red' Redding (Morgan Freeman), og får arbejdet sig op i fængslets rangsystem, blandt andet ved at hjælpe fængselspersonalet med sit kendskab til skattelovgivningen. 

## Tagline
- Fear can hold you prisoner. Hope can set you free.

## Rolleliste
- Tim Robbins: Andy Dufresne
- Morgan Freeman: Ellis Boyd "Red" Redding
- Bob Gunton: Warden Samuel Norton
- William Sadler: Heywood
- Clancy Brown: Captain Byron Hadley
- Gil Bellows: Tommy Williams
- Mark Rolston: Bogs Diamond
- James Whitmore: Brooks Hatlen
- Jeffrey DeMunn: District Attorney (1946)